# Slaget ved Næstved
Slaget ved Næstved var et slag, som stod den 14. juni 1259 under ærkebispestriden mellem en rügensk-tysk invasionshær med mindre danske hjælpestyrker og en dansk hær, som dels bestod af soldater, dels af væbnede lokale bønder. Fyrst Jaromar 2. af Rügen vandt en knusende sejr og udslettede al modstand på Sjælland.

## Baggrund
Slaget var en del af ærkebispestriden, hvorunder ærkebiskop Jakob Erlandsen og Christoffer 1. kæmpede om magten i landet.
I februar 1259 blev Erlandsen fængslet af kongen, fordi han havde nægtet at krone prins Erik som hans medkonge. Det fik Erlandsens søstersøn Peder Bang, der var blevet biskop i Roskilde efter Erlandsen, til at lyse interdikt i Roskilde Domkirke.
I april 1259 var Bang vendt tilbage til Danmark med en flåde fra Rügen og Bornholm under ledelse af fyrst Jaromar 2. af Rügen, som allerede i 1257 havde gjort oprør mod sin danske vasalherre Christoffer 1. for sin tilkommende svigersøn, Erik Abelsøn, i en strid om hertugdømmet Slesvig. De angreb København, brød igennem forsvarsværkerne og hærgede på Sjælland.

## Slaget
Ved Næstved, der var en stor og vigtig handelsby, havde Margrete Sprænghest samlet en hær af soldater og lokale bønder for at sætte sig til modværge. De var opstillet i bakkerne uden for byen ved forsvarsanlægget Husvolden. Den præcise størrelse på den danske hær kendes ikke, men fyrst Jaromars hær, der var på ca. 4.000 mand,[kilde mangler] viste sig mere professionel og bedre organiseret, vandt en knusende sejr i det blodige slag. Forskellige kilder angiver, at mellem 1.800-10.000 døde på dansk side.
De døde blev på roskildebispens ordre begravet uden kristen ceremoni, fordi de havde kæmpet mod kirken. Der er fundet en grav med 60 skelletter fra omkring år 1300, som muligvis kan stamme fra dette slag, men de kan også stamme fra de fredløses krig.